# Отмар Прінц
Отмар Прінц (нім. Othmar Printz; 30 вересня 1891, Еденбург, Австро-Угорщина — 3 січня 1975, Ледесма, Аргентина) — австро-угорський офіцер-підводник, лейтенант лінкора.

## Біографія
1 липня 1910 року вступив на флот. Учасник Першої світової війни, служив під командуванням Георга Людвіга фон Траппа і брав участь у битві в Оранто. Певний час був ад'ютантом адмірала Міклоша Горті. З 28 березня по 1 вересня 1918 року — командир підводного човна — SM U-2, одночасно з 28 березня по 31 жовтня 1918 року — SM U-1.
Після Другої світової війни разом з сім'єю емігрував в Аргентину.

## Сім'я
Одружився з Ольгою Мюр, сестрою оберста Отмара Мюра фон Ліманова, загиблого в битві при Лімановій. У пари народилась дочка Ольга, яка народила двох дітей.

## Звання
- Морський кадет (1 липня 1910)
- Морський фенріх (1 липня 1912)
- Лейтенант фрегата (1 травня 1913)
- Лейтенант лінкора (1 травня 1917)

## Нагороди
- Срібна медаль «За військові заслуги» (Австро-Угорщина)
- Хрест «За військові заслуги» (Австро-Угорщина) 3-го класу з військовою відзнакою
- Пам'ятна військова медаль (Австрія) з мечами
- Почесний хрест ветерана війни з мечами